# ماتفي غيراسيموف
ماتفي غيراسيموف هو لاعب كرة قدم كازاخستاني، ولد في 4 فبراير 2001 في قراغندي في كازاخستان. لعب مع نادي شاختار قراغندي.